# Rheocricotopus fuscipes
Rheocricotopus fuscipes är en tvåvingeart som först beskrevs av Jean-Jacques Kieffer 1909.  Rheocricotopus fuscipes ingår i släktet Rheocricotopus och familjen fjädermyggor. Arten är reproducerande i Sverige. Inga underarter finns listade i Catalogue of Life.